# Hannah Prock
Hannah Prock, née le 2 février 2000 à Innsbruck, est une  lugeuse autrichienne. 

## Biographie
Hannah Prock est la fille du lugeur Markus Prock.
Elle fait partie de l'équipe olympique autrichienne pour les jeux olympiques d'hiver de 2018. 

## Carriere

### Coupe du monde
- 3 podiums individuels : 
  - en simple :  3 troisièmes places.
- 3 podiums en relais : 2 deuxièmes places et 1 troisième place.